# Chautauqua County, Kansas
Chautauqua County är ett administrativt område i delstaten Kansas, USA, med 3 669 invånare. Den administrativa huvudorten (county seat) är Sedan. 

## Geografi
Enligt United States Census Bureau har countyt en total area på 1 670 km². 1 662 km² av den arean är land och 8 km² är vatten. 

### Angränsande countyn
- Elk County - nord
- Montgomery County - öst
- Washington County, Oklahoma - sydost
- Osage County, Oklahoma - syd
- Cowley County - väst

### Orter
- Cedar Vale
- Chautauqua
- Elgin
- Niotaze
- Peru
- Sedan (huvudort)